# Самервилл, Джимми
Джеймс Уильям Самервилл (англ. James William Somerville; род. 22 июня 1961) — британский певец и автор песен. Солист популярных в 1980-е годы британских групп Bronski Beat и The Communards.

## Биография

### Карьера
В 1982 году Самервилл стал сооснователем синти-поп группы Bronski Beat, записавшей несколько хитов, некоторые из которых попали в британские чарты. Их крупнейшим хитом стал Smalltown Boy, занявший 3-е место в чартах Великобритании. В видеоклипе на эту песню Самервилл сыграл главного персонажа — гея, который покидает свой враждебный к представителям сексуальных меньшинств родной город ради другого, дружелюбного города. Это было отражением собственного опыта певца, когда он приехал в Лондон в 1980 году.
Самервилл оставил коллектив в 1985 году и основал группу The Communards с классически обученным пианистом Ричардом Коулсом (ныне англиканским священником). Они записали несколько хитов, включая кавер-версию композиции Don't Leave Me This Way (группы Harold Melvin & the Blue Notes), продержавшейся 4 недели на 1-м месте чартов Великобритании и ставшей самым продаваемым синглом 1986 года в Великобритании. Он также исполнял бэк-вокал на версию композиции Suspicious Minds группы Fine Young Cannibals, которая была в числе хитов чарта UK Top 10.
The Communards распались в 1988 году и Самервилл начал свою сольную карьеру. В период между 1989 и 1991 годами он исполнил несколько сольных хитов, также выступив в конце 1989 года во втором проекте группы Band Aid. В 1989 году вышел его альбом «Read My Lips», в который вошла кавер-версия хита You Make Me Feel (Mighty Real) музыканта Sylvester в жанре классический хай-энерджи, а также кавер-версия хита To Love Somebody (song) группы Bee Gees. В 1990 году Самервилл участвовал в записи песни From This Moment On (Cole Porter song) для трибьют-альбома Red Hot + Blue Коула Портера с продюсированием компанией Red Hot Organization — средства, вырученные от записи, были направлены на исследования в области СПИДа.
Джимми Самервилл — гомосексуал.

## Дискография

### Bronski Beat
Альбомы
- 1984 — The Age of Consent, Forbidden Fruit/London, LP/CD
- 1985 — Hundreds And Thousands, Forbidden Fruit/London, LP/CD
- 1993 — EP Sampler, Old Gold Records Ltd., LP
- 2002 — The Essentials, Rhino Records, CD

Синглы
- 1984 — Smalltown Boy
- 1984 — Why?
- 1984 — It Aint Necessarily So
- 1985 — I Feel Love/Love To Love You Baby/Johnny Remember Me

### The Communards
Альбомы
- 1986 — Communards, LP/CD
- 1986 — Live In Italy, LP
- 1987 — Red, LP/CD
- 1988 — Storm Paris, 3x12" set
- 1993 — Heaven, CD

Синглы
- 1985 — You Are My World
- 1986 — Disenchanted
- 1986 — Dont Leave Me This Way
- 1986 — So Cold The Night
- 1987 — You Are My World 87
- 1987 — Tomorrow
- 1987 — Never Can Say Goodbye
- 1987 — For A Friend
- 1988 — Theres More To Love

### Сольная карьера
Альбомы
- 1989 — Read My Lips, LP/CD
- 1990 — The singles Collection, London Records, LP/CD
- 1995 — Dare To Love, London Records, LP/CD
- 1996 — Master Series, FFRR London Records, Compilation CD
- 1999 — Manage The Damage, Gut Records, CD
- 2000 — Root Beer, Instinct Records, CD
- 2001 — The Very Best Of Jimmy Somerville, Bronski Beat and The Communards, Waner Brothers/London Records, CD
- 2004 — Home Again, BMG International, CD
- 2009 — Suddenly Last Summer, iTunes 2009, UK релиз на CD/DVD апрель 2010 года
- 2015 — Homage, Cherry Red, CD, LP

Синглы
- 1989 — Comment Te Dire Adieu (совместно с June Miles-Kingston)
- 1989 — You Make Me Feel (Mighty Real)
- 1989 — Read My Lips (Enough Is Enough)
- 1991 — Run From Love
- 1991 — To Love Somebody
- 1991 — Smalltown Boy 91
- 1995 — By Your Side
- 1995 — Hurt So Good
- 1995 — Heartbeat
- 1997 — Safe In These Arms
- 1999 — Dark Sky, GUT Records
- 1999 — Something To Live For
- 1999 — Lay Down, GUT Records
- 2000 — Why? 2000, Almighty
- 2001 — Cant Take My Eyes Off Of You, Almighty
- 2004 — Its So Good
- 2004 — Come On, Hablando
- 2005 — Aint No Mountain High Enough, Hablando

## Премии и награды
- 1984 год: получил премию Британского института кино в категории Grierson Awards[англ.] за работу Framed Youth: The Revenge of the Teenage Perverts[англ.][5]
- 1991 год: номинация на премию BRIT Awards в категории «Лучший британец»[6]